# 埃尔托洛 (埃雷拉省)
埃尔托洛是巴拿马埃雷拉省拉斯米纳斯区的一个城市，2010年是人口为931。 该市2000年时人口为1,073，1990年时人口为797。